# 천지급 군수지원함
천지급 군수지원함(天地級軍需支援艦)은 대한민국 해군이 운용하는 군수지원함이다.

## 계열함
- AOE-57 천지
- AOE-58 대청
- AOE-59 화천

## 같이 보기
- 소양급 군수지원함